# Ohi Omoijuanfo
Ohi Anthony Kwoeme Omoijuanfo (Oslo, 10 gennaio 1994) è un calciatore norvegese di origine nigeriana, attaccante del Changchun Yatai.

## Carriera

### Club
Omoijuanfo ha iniziato la sua carriera professionistica nel Lillestrøm. Ha debuttato in prima squadra il 7 novembre 2010, giocando titolare nella sconfitta del suo club per 5-4 sul campo dello Strømsgodset: ha siglato anche una delle reti dell'incontro. Questa marcatura lo ha fatto diventare il calciatore più giovane a realizzare un gol nell'Eliteserien, oltre che il secondo ragazzo più giovane a debuttare nella massima divisione norvegese, con i suoi 16 anni e 300 giorni. Il 16 marzo 2011, ha rinnovato il suo contratto per tre stagioni. Nella stessa stagione, il suo spazio è aumentato e Omoijuanfo ha potuto giocare 24 incontri in prima squadra, con 3 reti all'attivo.
Il 12 febbraio 2015, i finlandesi del KuPS hanno annunciato che Omoijuanfo si sarebbe aggregato in prova al resto della squadra e che sarebbe stato impiegato nel corso dei primi turni della Liigacup 2015. Il 13 febbraio ha allora giocato titolare nella sconfitta casalinga per 1-2 contro il Lahti. Il 21 febbraio ha segnato una rete nel pareggio per 3-3 sul campo dell'Ilves.
Dopo non essere stato tesserato dal KuPS, il Jerv ha annunciato d'averlo ingaggiato agli inizi di marzo.
Il 4 novembre 2015, lo Stabæk ha annunciato d'aver ingaggiato Omoijuanfo, che si è legato al club con un contratto triennale valido a partire dal 1º gennaio 2016. Il 10 maggio 2017 ha prolungato l'accordo che lo legava al club fino al 31 dicembre 2020. In virtù delle prestazioni conseguite nel campionato 2017, è stato candidato al titolo di miglior giocatore della stagione. Il riconoscimento è andato poi a Tore Reginiussen.
Nel gennaio 2019 è stato ceduto per circa 1,1 milioni di euro al Molde, anch’esso militante in Eliteserien. Ha debuttato dal primo minuto il 31 marzo seguente, durante la prima giornata di campionato, nel match esterno pareggiato 1-1 contro il Sarpsborg 08. Ha realizzato la prima rete con la muova maglia proprio contro lo Stabæk, la sua ex squadra, nella giornata seguente, trionfando sul proprio campo per 3-0. Il 5 maggio ha siglato la sua prima doppietta nel 2-1 finale ottenuto sul campo dell'Haugesund, mentre ha messo a referto tre reti il 20 maggio nel 5-1 interno contro il Viking. Conclude il campionato con 15 gol fatti, piazzandosi come terzo miglior marcatore del torneo (alle spalle di Torgeir Børven e del compagno di squadra Leke James). Nel frattempo, Omoijuanfo ha preso parte alle qualificazioni di Europa League 2019-2020 debuttando con una rete nella vittoria per 7-1 contro gli islandesi del KR Reykjavík; ha trovato una rete anche nella vittoria esterna per 3-1 ottenuta contro il Čukarički.
Il 3 luglio 2021 è stato reso noto il suo passaggio a parametro zero ai serbi della Stella Rossa: il trasferimento sarebbe stato ratificato a gennaio 2022, alla scadenza del contratto che lo legava al Molde.

### Nazionale
A livello giovanile, Omoijuanfo ha giocato per la Norvegia under 16, Under-17, Under-18, Under-19 e Under-21. Per quanto concerne quest'ultima selezione, ha esordito in data 1º giugno 2014, trovando anche la rete che ha sancito la vittoria sul campo dell'Azerbaigian col punteggio di 0-1.
Il 30 maggio 2017 è stato convocato in Nazionale maggiore dal commissario tecnico Lars Lagerbäck in vista delle partite contro la Repubblica Ceca e la Svezia, rispettivamente valida per le qualificazioni al campionato mondiale 2018 e amichevole. Il 13 giugno ha pertanto effettuato il suo esordio, subentrando ad Alexander Søderlund nel pareggio per 1-1 contro la Svezia.
Gioca la sua seconda partita con la selezione norvegese a 5 anni di distanza dalla prima, segnando pure la sua prima rete nel successo per 1-2 in amichevole contro l'Irlanda.

## Statistiche

### Presenze e reti nei club
Statistiche aggiornate al 13 agosto 2024.
| Stagione            | Club                | Campionato          | Campionato | Campionato | Coppe nazionali | Coppe nazionali | Coppe nazionali | Coppe continentali | Coppe continentali | Coppe continentali | Supercoppe | Supercoppe | Supercoppe | Totale | Totale |
| Stagione            | Club                | Comp                | Pres       | Reti       | Comp            | Pres            | Reti            | Comp               | Pres               | Reti               | Comp       | Pres       | Reti       | Pres   | Reti   |
| ------------------- | ------------------- | ------------------- | ---------- | ---------- | --------------- | --------------- | --------------- | ------------------ | ------------------ | ------------------ | ---------- | ---------- | ---------- | ------ | ------ |
| 2010                | Lillestrøm          | ES                  | 1          | 1          | CN              | 0               | 0               | -                  | -                  | -                  | -          | -          | -          | 1      | 1      |
| 2011                | Lillestrøm          | ES                  | 21         | 3          | CN              | 3               | 0               | -                  | -                  | -                  | -          | -          | -          | 24     | 3      |
| 2012                | Lillestrøm          | ES                  | 17         | 1          | CN              | 3               | 1               | -                  | -                  | -                  | -          | -          | -          | 20     | 2      |
| 2013                | Lillestrøm          | ES                  | 19         | 3          | CN              | 5               | 0               | -                  | -                  | -                  | -          | -          | -          | 24     | 3      |
| 2014                | Lillestrøm          | ES                  | 24         | 1          | CN              | 5               | 2               | -                  | -                  | -                  | -          | -          | -          | 29     | 3      |
| Totale Lillestrøm   | Totale Lillestrøm   | Totale Lillestrøm   | 82         | 9          |                 | 16              | 3               |                    | -                  | -                  |            | -          | -          | 98     | 12     |
| feb. 2015           | KuPS                | VL                  | -          | -          | CF+CdL          | 0+2             | 0+1             | -                  | -                  | -                  | -          | -          | -          | 2      | 1      |
| mar.-dic. 2015      | Jerv                | 1D                  | 29+4       | 15+2       | CN              | 2               | 1               | -                  | -                  | -                  | -          | -          | -          | 35     | 18     |
| 2016                | Stabæk              | ES                  | 28+2       | 4+2        | CN              | 4               | 3               | UEL                | 2                  | 0                  | -          | -          | -          | 36     | 9      |
| 2017                | Stabæk              | ES                  | 27         | 17         | CN              | 3               | 2               | -                  | -                  | -                  | -          | -          | -          | 30     | 19     |
| 2018                | Stabæk              | ES                  | 32         | 8          | CN              | 1               | 2               | -                  | -                  | -                  | -          | -          | -          | 33     | 10     |
| Totale Stabæk       | Totale Stabæk       | Totale Stabæk       | 87+2       | 29+2       |                 | 8               | 7               |                    | 2                  | 0                  |            | -          | -          | 99     | 57     |
| 2019                | Molde               | ES                  | 27         | 15         | CN              | 1               | 0               | UEL                | 7                  | 2                  | -          | -          | -          | 35     | 17     |
| 2020                | Molde               | ES                  | 27         | 12         | CN              | 0               | 0               | UCL+UEL            | 5 6                | 1+3                | -          | -          | -          | 38     | 16     |
| 2021                | Molde               | ES                  | 29         | 27         | CN              | 1               | 0               | UECL               | 3                  | 1                  | -          | -          | -          | 33     | 28     |
| Totale Molde        | Totale Molde        | Totale Molde        | 83         | 54         |                 | 2               | 0               |                    | 21                 | 7                  |            | -          | -          | 106    | 61     |
| gen.-giu.2022       | Stella Rossa        | SL                  | 9+7        | 6+3        | KS              | 4               | 2               | UEL                | 2                  | 0                  | -          | -          | -          | 22     | 11     |
| ago. 2022           | Stella Rossa        | SL                  | 2          | 1          | KS              | 0               | 0               | UCL+UEL            | -                  | -                  | -          | -          | -          | 2      | 1      |
| Totale Stella Rossa | Totale Stella Rossa | Totale Stella Rossa | 11+7       | 7+3        |                 | 4               | 2               |                    | 2                  | 0                  |            | -          | -          | 24     | 12     |
| 2022-2023           | Brøndby             | SL                  | 24         | 13         | CD              | 1               | 0               | UECL               | -                  | -                  | -          | -          | -          | 25     | 13     |
| 2023-2024           | Brøndby             | SL                  | 31         | 10         | CD              | 3               | 0               | -                  | -                  | -                  | -          | -          | -          | 34     | 10     |
| 2024-2025           | Brøndby             | SL                  | 4          | 0          | CD              | 1               | 0               | UECL               | 4                  | 2                  | -          | -          | -          | 9      | 2      |
| Totale Brondby      | Totale Brondby      | Totale Brondby      | 59         | 23         |                 | 5               | 0               |                    | 4                  | 2                  |            | -          | -          | 68     | 25     |
| 2025                | Changchun Yatai     | SL                  | 17         | 3          | CC              | 0               | 0               | -                  | -                  | -                  | -          | -          | -          | 17     | 3      |
| Totale              | Totale              | Totale              | 377        | 145        |                 | 37              | 14              |                    | 28                 | 9                  |            | -          | -          | 449    | 170    |

### Cronologia presenze e reti in nazionale
| Cronologia completa delle presenze e delle reti in nazionale ― Norvegia | Cronologia completa delle presenze e delle reti in nazionale ― Norvegia | Cronologia completa delle presenze e delle reti in nazionale ― Norvegia | Cronologia completa delle presenze e delle reti in nazionale ― Norvegia | Cronologia completa delle presenze e delle reti in nazionale ― Norvegia | Cronologia completa delle presenze e delle reti in nazionale ― Norvegia | Cronologia completa delle presenze e delle reti in nazionale ― Norvegia | Cronologia completa delle presenze e delle reti in nazionale ― Norvegia |
| Data                                                                    | Città                                                                   | In casa                                                                 | Risultato                                                               | Ospiti                                                                  | Competizione                                                            | Reti                                                                    | Note                                                                    |
| ----------------------------------------------------------------------- | ----------------------------------------------------------------------- | ----------------------------------------------------------------------- | ----------------------------------------------------------------------- | ----------------------------------------------------------------------- | ----------------------------------------------------------------------- | ----------------------------------------------------------------------- | ----------------------------------------------------------------------- |
| 13-6-2017                                                               | Oslo                                                                    | Norvegia                                                                | 1 – 1                                                                   | Svezia                                                                  | Amichevole                                                              | -                                                                       | 46’                                                                     |
| 17-11-2022                                                              | Dublino                                                                 | Irlanda                                                                 | 1 – 2                                                                   | Norvegia                                                                | Amichevole                                                              | 1                                                                       | 74’                                                                     |
| Totale                                                                  |                                                                         | Presenze                                                                | 2                                                                       |                                                                         | Reti                                                                    | 1                                                                       |                                                                         |

## Palmarès

### Club

#### Competizioni nazionali
- Campionato norvegese: 1

Molde: 2019
- Campionato serbo: 1

Stella Rossa: 2021-2022
- Coppa di Serbia: 1

Stella Rossa: 2021-2022

### Individuale
- Capocannoniere dell'Eliteserien: 1

2021 (27 gol)